# Het Speelhof

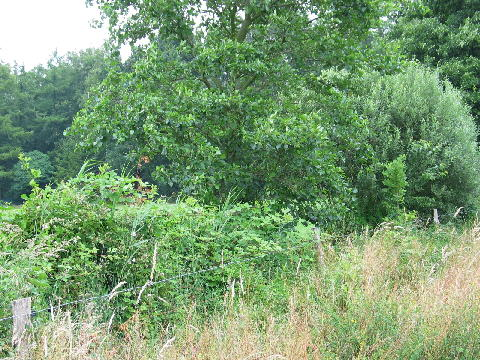
Braamsingels in Het Speelhof

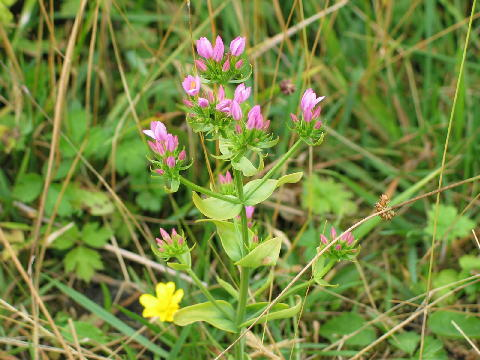
Duizendguldenkruid in Het Speelhof

Het Vlaamse natuurreservaat Het Speelhof bevindt zich op de stuifzandrug Stekene - Moerbeke en ligt in de gemeente Stekene. Binnen dit inmiddels sterk genivelleerde reliëf van wat eens de ruggen en slenken van stuifduinen waren (landschappelijk komt dit tot uiting in de overgang naar het nabijgelegen dennenbos), maakt Het Speelhof deel uit van een groter slenkenpatroon.
Abiotisch gezien is het mogelijk om parallellen te trekken met de duin- en duinpantoestanden van de kust. Ook hier beïnvloeden de hoger gelegen ruggen de slenken met hun grond- en oppervlaktewater, in stabiel natte zones van de slenken is er sprake van vervening van de bodem.

## Vegetatie
Het vegetatiebeeld van Het Speelhof bevindt zich op de wip tussen voedselarme (heischraal grasland) en voedselverrijkende invloeden (bloemrijke ruigte).
Op de hoge weide waar de inpakt van grond en oppervlaktewater voor Het Speelhof minimaal is, treffen we plantencombinaties die het aansluiten bij het heischrale grasland. Dit is een eerder laag ijl vegetatiebeeld met soorten die aanpassingen vertonen in de richting van het beperken van verdamping, schaars omspringen met de beschikbare voedingsstoffen of in alternatieven voorzien zoals stikstofbinding uit de lucht (vlinderbloemigen) en parasieten (ratelaar).
De singels en greppels zijn de door oppervlaktewater beïnvloedde zones, hierin vinden we zowel indicatoren van het heischrale element zoals waternavel als uitgesproken ruigte elementen (brandnetel, bitterzoet). Het meest zuivere plantengezelschap dat we hier aantreffen is te omschrijven als bloemrijke ruigte, een vegetatiebeeld waarin grassen nagenoeg ontbreken en het aspect bepaald wordt door planten als wederik en kattenstaart.
De greppelstructuren zijn in vergelijking tot de singels extreem oppervlaktewater beïnvloed, in die mate dat deze een belangrijke periode van het jaar onder water staan en voornamelijk planten herbergen welke aan inundatie aangepast zijn zoals scherpe zegge, driedelig tandzaad en mannagras.